# Kategori 6-kabel

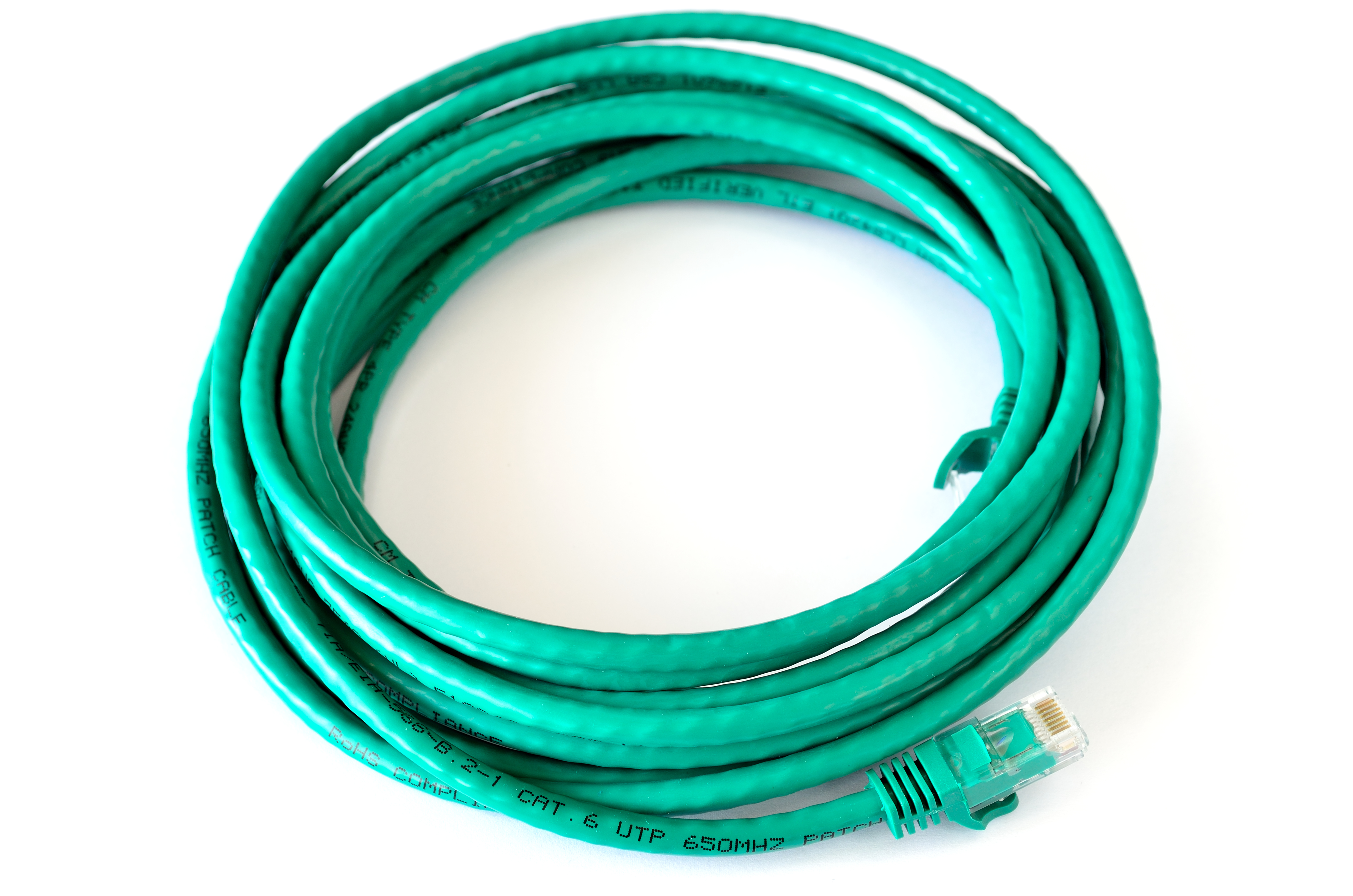
En kategori 6-kabel med modularkontakter.

Kategori 6-kabel (engelska: Category 6 cable) förkortat Cat-6 eller CAT6, är en standard för Gigabit Ethernet som används i datornätverk för att ansluta noder med varandra. CAT6-kablar skall klara av överföringshastigheter upp till 1000 MB/s (8 Gbit/s). I takt med att gigabit-ethernet blir vanligare blir även kabeltypen vanligare, och ersätter då CAT5-kablage. Kabeln har en bandbredd på 250 MHz.
Kabeln har 8 ledare och använder alla 8 ledare för information/överföring i båda riktningarna (full duplex). CAT6 är en förkortning för kablar av "kategori 6", där högre nummer grovt innebär striktare krav.

## Kategori 6a-kabel
Cat 6a är en nyare standard för partvinnad kabel och har frekvenser upp till 500 MHz vilket är dubbelt så mycket som cat 6 kabel klarar.